# 下越川站
下越川站（日语：／ Shimo-Koshikawa eki */?）是位於北海道斜里郡斜里町字以久科南，日本國有鐵道（國鐵）的根北線車站（廢站）。隨著根北線廢線，車站在1970年（昭和45年）12月1日廢除。

## 歷史
- 1957年（昭和32年）11月10日 - 根北線開通，此站啟用[1]。當時為旅客車站。
- 1970年（昭和45年）12月1日 - 根北線全線廢除，此站也廢除[2]。

## 現況
車站遺址現時沒有任何痕蹟，變成了農田。

## 相鄰車站
日本國有鐵道
根北線
以久科－西二線臨時乘降場－下越川－十四號臨時乘降場－十六號臨時乘降場－越川

## 注腳
1. ↑  《鉄道百年の歩み》 p. 94
2. ↑  《鉄道百年の歩み》 p. 103